# Riopa vosmaerii
Riopa vosmaerii — вид сцинкоподібних ящірок родини сцинкових (Scincidae). Ендемік Індії. Вид названий на честь нідерландського натураліста Арноута Восмаєра (1720–1799).

## Поширення і екологія
Riopa vosmaerii тривалий час був відомий лише за голотипом, поки у 2009 році цей вид не був повторно виявлений у відкритих чагарникових заростях в околицях Джаггаяпета в штаті Андгра-Прадеш.